# 경문고등학교
경문고등학교(慶文高等學校)는 대한민국 서울특별시 동작구 동작동에 위치한 사립 고등학교이다.

## 학교 연혁
- 1978년 5월 20일 : 학교법인 경문학원 설립 인가
- 1978년 5월 20일 : 고경무 이사장 취임
- 1980년 1월 21일 : 본관 준공(보통교실 22실, 특별교실 12실, 관리실 5실)
- 1980년 1월 24일 : 경문고등학교 설립 인가(30학급, 총학생수 1,800명)
- 1980년 2월 1일 : 초대 이완규 교장 취임
- 1980년 3월 5일 : 개교 및 제1회 입학식 거행
- 1982년 2월 28일 : 제1별관 교사 준공
- 1983년 2월 11일 : 제1회 졸업식 거행(졸업생 596명)
- 1986년 12월 17일 : 제2별관 교사 준공
- 1999년 9월 10일 : 운화관 준공(대강당, 학생식당)
- 2007년 12월 30일 : 정보도서관 준공(488m2) 및 자율학습실 증축(324m2)
- 2009년 7월 17일 : 자율형 사립고 지정인가(2011학년도부터 운영)
- 2011년 6월 27일 : 시청각동 준공(553.96m2)
- 2013년 12월 20일 : 인조잔디운동장 준공(4,772m2)
- 2017년 12월 29일 : 학교법인 경문학원 제2대 고춘식 이사장 취임
- 2018년 2월 7일 : 제36회 졸업식 거행(졸업생 297명, 누계 21,367명)
- 2018년 3월 2일 : 제38회 입학식(입학생 226명)
- 2022년 9월 1일 : 제10대 홍연표 교장 취임

## 참고 자료
- 경문고등학교 - 한국교육학술정보원 학교알리미